# مات هامون
مات هامون (بالإنجليزية: Matt Hamon)‏ مواليد 3 سبتمبر 1968، هو دراج أمريكي سابق.

## الميداليات
| الميدالية | المسابقة                               |
| --------- | -------------------------------------- |
| برونزية   | بطولة العالم للدراجات على المضمار 1995 |

## روابط خارجية
- مات هامون على موقع أرشيف الدراجات (الإنجليزية)
- مات هامون على موقع أوليمبيديا (الإنجليزية)